# Жан Оранш
Жан Оранш (на френски: Jean Aurenche) е френски сценарист.

## Биография
Роден е на 11 септември 1903 година в Пиерлат, Прованс. През 30-те години живее в Париж и се занимава с реклама, като се сближава с кръга на сюрреалистите (сестра му е женена за художника сюрреалист Макс Ернст). По това време започва да пише и за киното, като през следващите десетилетея работи по филми, като „Забранени игри“ („Jeux interdits“, 1952), „Преминаване през Париж“ („La Traversée de Paris“, 1956), „Безупречна репутация“ („Coup de torchon“, 1981), както и „Que la fête commence...“ (1976), „Съдията и убиецът“ („Le juge et l'assassin“, 1977) и „L'étoile du Nord“ (1982), за които получава награда „Сезар“.
Жан Оранш умира на 29 септември 1992 година в Бандол.

## Избрана филмография
- „Хотел „Север““ („Hôtel du Nord“, 1938)
- „Забранени игри“ („Jeux interdits“, 1952)
- „Преминаване през Париж“ („La Traversée de Paris“, 1956)
- „Пътят на младостта“ („Le chemin des écoliers“, 1959)
- „Que la fête commence...“ (1976)
- „Съдията и убиецът“ („Le juge et l'assassin“, 1977)
- „Безупречна репутация“ („Coup de torchon“, 1981)
- „L'étoile du Nord“ (1982)